# Pelargonium graveolens

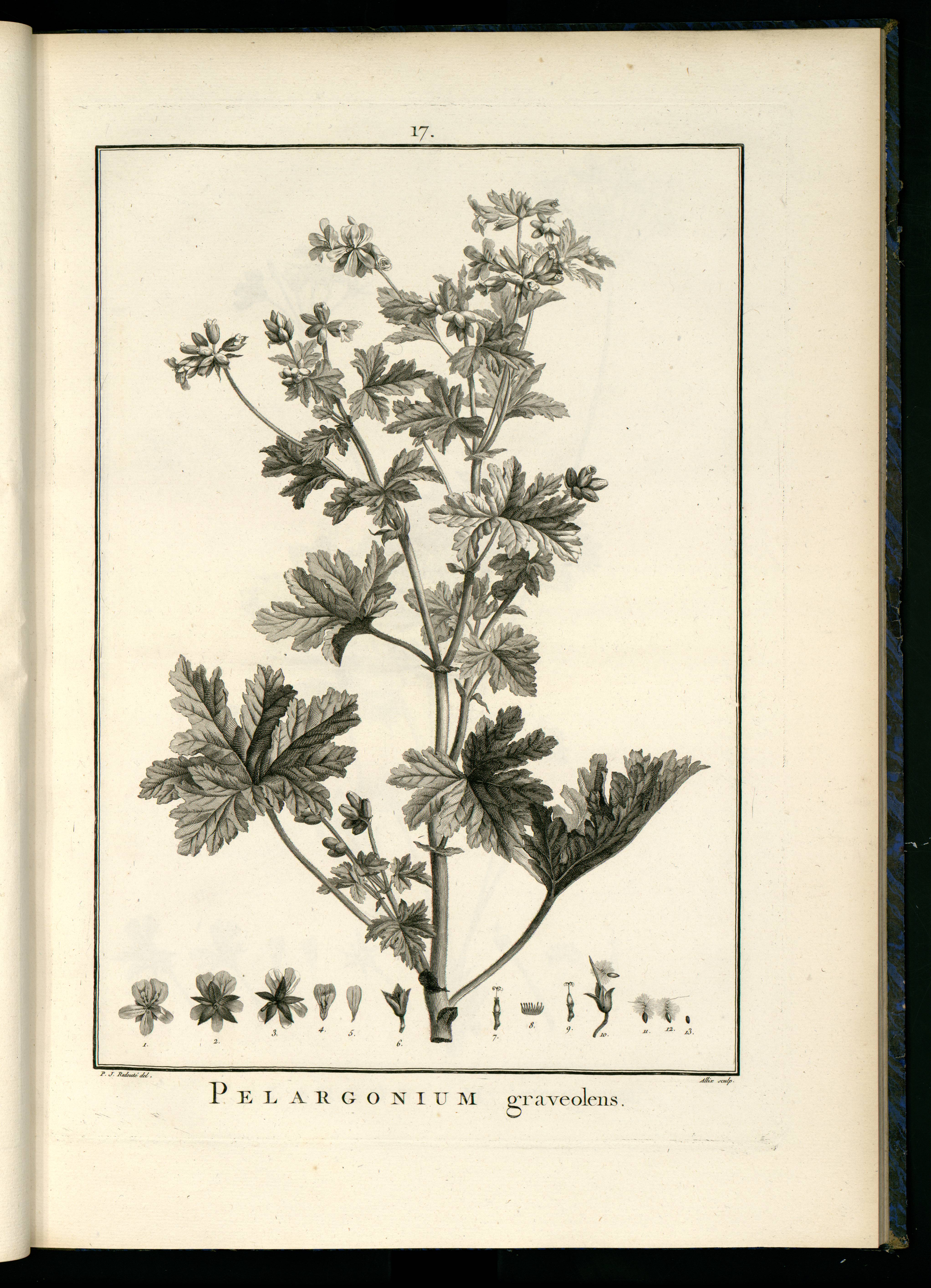
Illustration

Pelargonium graveolens ist eine Pflanzenart aus der Gattung der Pelargonien (Pelargonium) innerhalb der Familie der Storchschnabelgewächse (Geraniaceae). Die Wildform ist im südlichen Afrika heimisch. Es gibt jedoch auch zahlreiche Züchtungen und Hybride, die zu den Duftpelargonien zählen, die sich aber von der Wildform unterscheiden.

## Beschreibung
Pelargonium graveolens ist in der Wildform ein aromatischer, immergrüner Halbstrauch, der Wuchshöhen bis 1,3 Meter erreicht. Er wächst aufrecht, reich verzweigt, junge Triebe krautig und grün gefärbt, später verholzend und dann braun. Die Triebe sind dicht weichhaarig behaart, außerdem mit dicht eingestreuten Drüsenhaaren. Die weichen Laubblätter erreichen etwa 40 Millimeter Länge (von 20 bis 55 Millimeter) und 60 Millimeter Breite (von 30 bis 100 Millimeter), sie sind etwa 30 Millimeter (von 10 bis 80 Millimeter) lang gestielt. Die Blattspreite ist weich, im Umriss herzförmig und handförmig mehrfach fiederteilig bis fiederschnittig, die Abschnitte etwa 3 Millimeter breit, an der Spitze abgestumpft bis zugespitzt, der Spreitenrand unregelmäßig grob gezähnt und eingerollt. Ihre Oberseite ist spärlich weich behaart und grün gefärbt, die Unterseite dicht, beinahe wollig behaart und graugrün. Es sind immer zahlreiche Drüsenhaare eingestreut. Die Nebenblätter sind asymmetrisch-dreieckig und etwa 6 Millimeter lang.
Die blühenden Triebe tragen kleinere, ansonsten ähnlich gestaltete Laubblätter. Der Blütenstand ist eine Scheindolde mit 3 bis 5 (selten bis sieben) Einzelblüten. Die Blüte ist 1 bis 7 Millimeter lang gestielt, ihr Blütenbecher 4 bis 15 Millimeter lang und wie die übrigen Teile behaart. Normalerweise ist der Blütenbecher immer länger als der Blütenstiel. Die Kelchblätter sind lanzettlich, entweder grün oder rötlichbraun mit weißem Rand, 8 bis 11 Millimeter lang bei 2 bis 3,5 Millimeter Breite. Die Kronblätter sind von weiß bis rosa-purpurn gefärbt. Wie typisch für die Gattung sind die oberen beiden anders gestaltet als die unteren drei. Die oberen sind lang dreieckig-eiförmig (löffelförmig), mit stumpfem bis ausgerandetem Apex, mit einer weinroten, federförmigen Zeichnung, etwa 20 bis 39 Millimeter lang. Die unteren drei sind löffelförmig bis umgekehrt-eiförmig, im Basalteil stark verengt („klauenförmig“), am Apex stumpf, 17 bis 22 Millimeter lang.
Entgegen älterer Angaben besitzen nicht nur Kultivare und Hybride, sondern auch die Wildform Rosenduft.
Sehr ähnlich und vermutlich nahe verwandt ist Pelargonium radens. Diese ähnelt ihr in der Gestalt der Blüten und besitzt ebenfalls Rosenduft. Sie unterscheidet sich vor allem in der Gestalt der Laubblätter, mit schmaleren Blattzipfeln und härter, fast borstiger Behaarung (Indument).

## Verbreitung
Pelargonium graveolens hat eine getrennte (disjunkte) Verbreitung mit zwei Verbreitungsgebieten. Ein Teilgebiet liegt im Südosten der Kapprovinz, Südafrika, etwa von George im Westen bis Makhanda (ehemals Grahamstown) im Osten. Das zweite in Limpopo (Südafrika), von Blouberg im Westen bis Wolkberg nahe Pilgrim’s Rest im Osten. Daran nördlich anschließend gibt es weitere Standorte im angrenzenden Mosambik und Simbabwe.
Sie wächst dort in relativ feuchten, meist halbschattigen Habitaten. Blütezeit ist von August bis Januar, meist im September und Oktober. Vereinzelt sind aber durch das ganze Jahr blühende Pflanzen zu finden.
Die Pflanze ist auch auf den Kanarischen Inseln, Korsika, Costa Rica, Kuba, der Dominikanischen Republik, Haiti, im südwestlichen Mexiko und Puerto Rico zu finden, wo sie eingeführt wurde.

## Taxonomie
Die Erstbeschreibung als Pelargonium graveolens erfolgte 1789 durch Charles Louis L’Héritier de Brutelle in William Aiton Hortus Kewensis; or, a Catalogue of the Plants Cultivated in the Royal Botanic Garden at Kew, Band 2, London 1789. Das Artepitheton graveolens  bedeutet „stark riechend“. Synonyme sind Geranium graveolens (L’Herit.) Thunb., Geranium radula Roth, Geranium terebinthinaceum Cav., Geraniospermum terebinthenaceum (Cav.) Kuntze, Pelargonium intermedium R.Knuth.
Innerhalb der Gattung Pelargonium gehört Pelargonium graveolens zur typischen Sektion Pelargonium. Deren Zusammengehörigkeit wurde bei genetischen Untersuchungen bestätigt.
Die Namensgebung von Pelargonium in der älteren, vor allem gärtnerischen Literatur ist unklar und verworren. Es ist daher bei älteren Angaben unter dem Namen Pelargonium graveolens, vor allem vor der Revision durch van der Walt 1985, nicht immer klar, welche Pflanze tatsächlich gemeint ist.

## Verwendung
Kultivare von Pelargonium graveolens werden besonders in der Parfümherstellung geschätzt, aber auch im pharmakologischen Bereich, in der Aromatherapie, in der Küche und in der Kosmetik. Das ätherische „Rosengeranienöl“ (Geraniumöl) wird von verschiedenen interspezifischen Hybriden von Pelargonium graveolens, Pelargonium capitatum und Pelargoninum radens gewonnen.
Vor allem in Großbritannien werden die essbaren Blätter zum Verfeinern von Kuchen, Desserts und Marmeladen verwendet. Blätter und Wurzeln nutzt man zur Herstellung von Heilmitteln gegen entzündliche Zustände. Im Garten können sie als Bodenbedecker verwendet werden. Die Blüten sind ebenfalls essbar.
Es sind einige Hybride und Kultivare bekannt, die sich im Duft und den Blüten oder in der Blattfarbe unterscheiden.

## Galerie

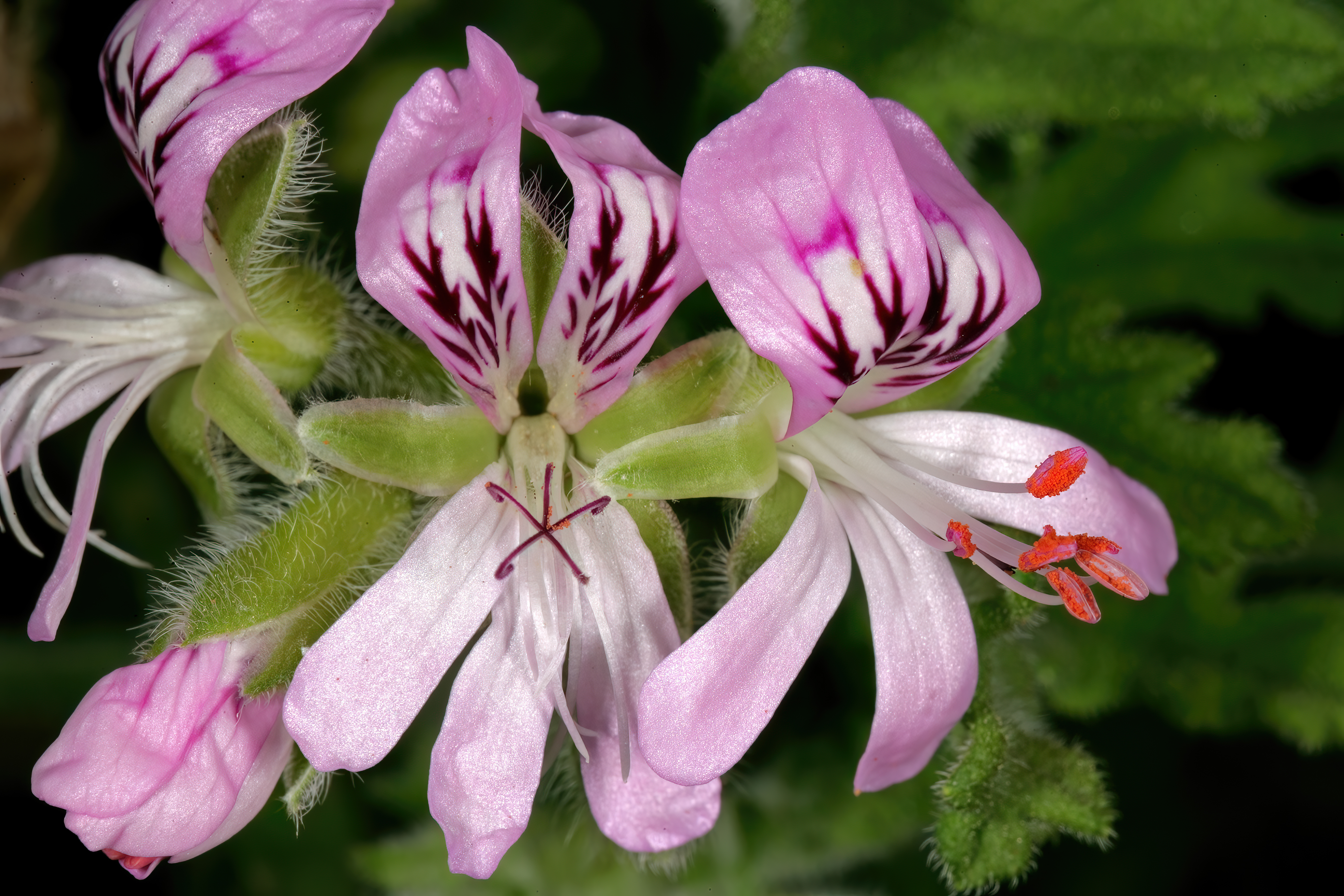
Blüten
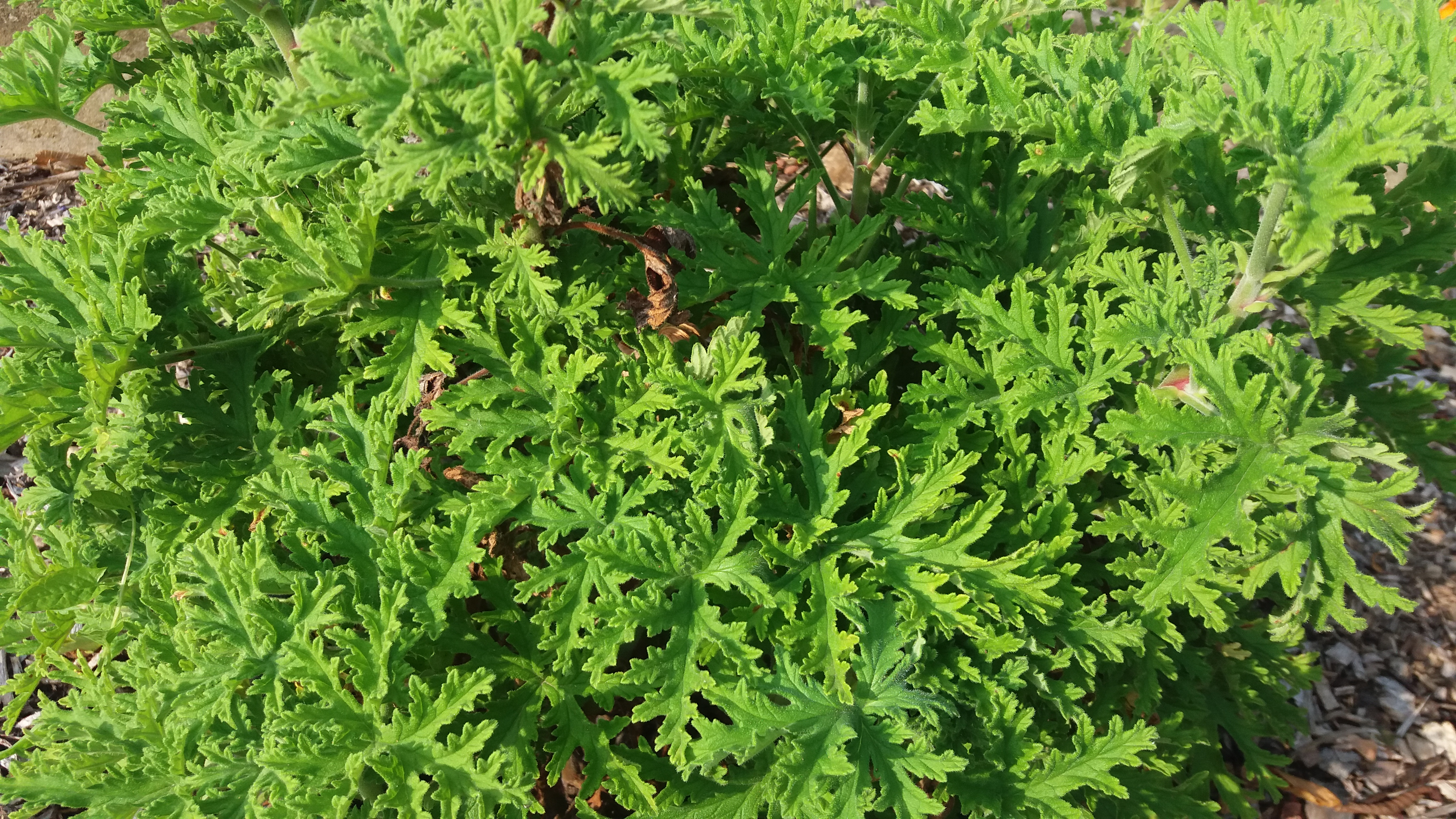
Blätter
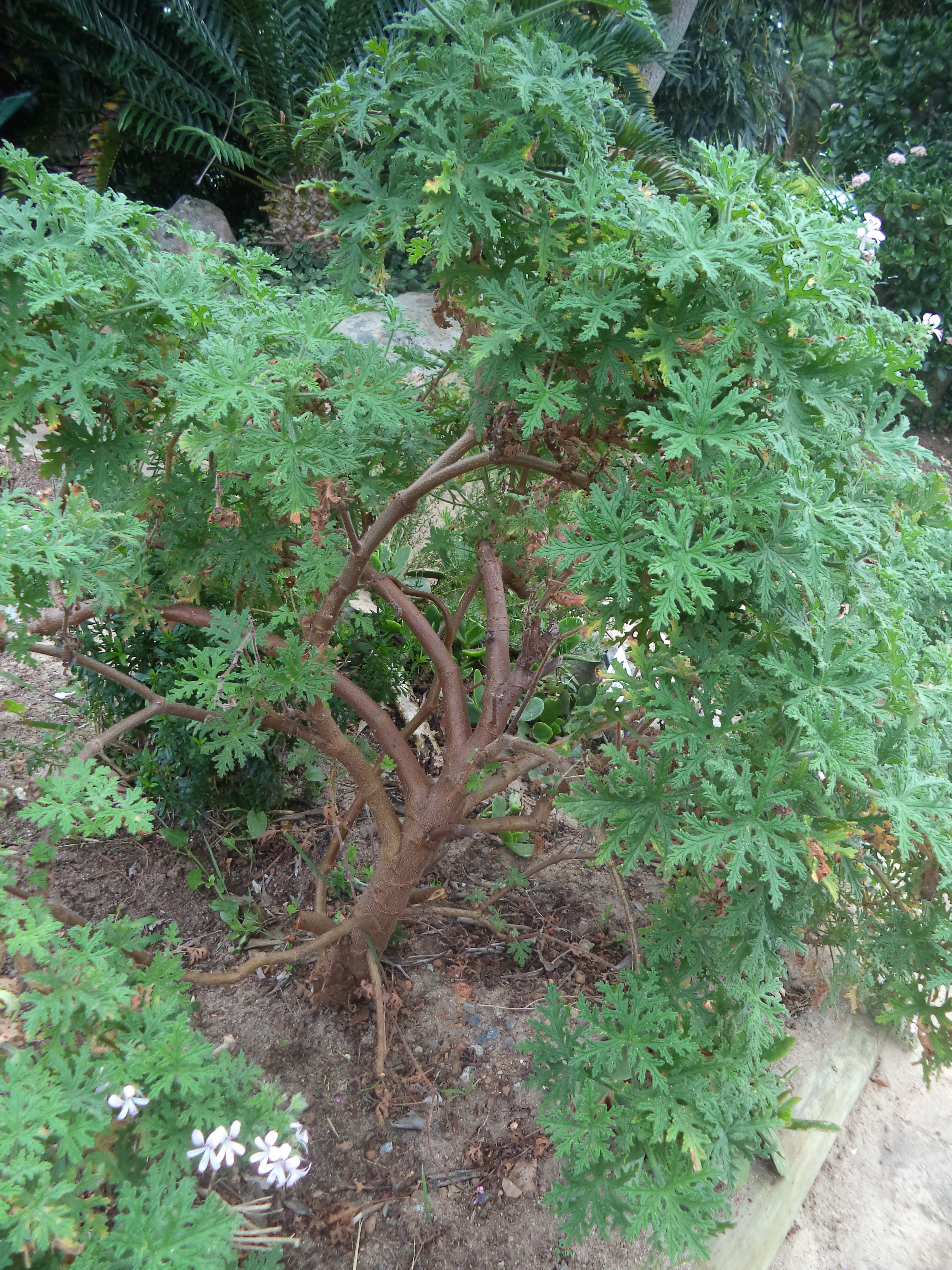
Habitus